# Porsche 928
Porsche 928 var en GT-bil i sportsklassen, produceret og solgt af tyske Porsche AG, fra 1977 til 1995. Oprindeligt var den ment som en afløser til firmaets ikoniske Porsche 911, men endte, på grund af sit høje niveau af luksusudstyr og motorkraft, med at konkurrere med biler som Jaguars XJ-S og Mercedes Benz' SL. 

## Historie
Siden sin grundlæggelse i 1949, har Porsche kun produceret seks front-motoriserede biler, fire af hvilke var coupéer, inklusive 928'eren. Den er dog noget særligt i kraft af at være firmaets eneste coupé drevet af en V8-motor monteret fortil, samt ved at være firmaets første masseproducerede bil med en V8-motor. 'Projekt 928' var den daværende chef for Porsche, Ernst Furhmanns, hjertebarn. Det blev påbegyndt i 1971, men blev skrinlagt i en periode på grund af 1970'ernes store oliekrise. Det blev ikke anset for særlig smart, at sende en dyr og forslugen GT-bil på gaden, i en tid hvor økonomien smuldrede.

Porsches ledelse troede, at 928'eren ville have en bredere appel end den lille, og til tider svære at håndtere, 911. 911'erens trofaste fanskare ville det dog anderledes – 928 var bare ikke en rigtig Porsche, selv om den på næsten alle punkter var en bedre bil, set fra et objektivt synspunkt – og den første bil, som Porsche designede fra grunden. Altså, en Porsche, som Porsche mente, en Porsche skulle være.

## Design
Designet på Porsche 928 er meget specielt, og verden var da heller ikke klar til det, da den blev fremvist for pressen første gang. Med sine integrerede kofangere i formstøbt plastic og bløde kurver, stod den i stærk kontrast til datidens bildesign med udstående metal-kofangere og rig brug af chrom, og må være kommet som lidt af en overraskelse i 1977. Designet skabte så megen røre, at Porsche 928 i 1978, som den første og eneste deciderede sportsvogn, blev valgt som årets bil i Europa – en ære, der normalt kun er forbeholdt prisvenlige familiebiler.

## Layout
Med sin frontmonterede V8-motor og gearkasse og differentiale placeret bagtil (enten en 5-trins Dog-Leg gearkasse (Racer-præget udlægning af gearkulissen, hvor første gear ligger til venstre og 'ned', mod traditionelt til venstre og 'op'), eller en 3-(4, efter 1983) trins automatgearkasse fra Mercedes-Benz), opnåede Porsche med 928'eren en meget velafbalanceret bil med næsten perfekt 50:50 vægtfordeling. Selvom den vejede mere end en 911 af lignende årgang, havde den med sin mere neutrale tilgang til sving, og kraftigere motor, en lignende præstation på en racerbane.

## Motor
V8'eren i 928 gennemgik både opgraderinger og udskiftninger i bilens 19-årige produktionsperiode. Den startede ud med at være på 4.5 liter, og, med enkelte overliggende knastaksler og 16 ventiler, producerede den maksimalt 240 hk. I 1980 lancerede Porsche en S-version på 4.7 liter, og med 300 hk havde 928 nu fået den bestykning den burde have haft fra starten. Eksternt kunne den kendes på særlige spoilere for og bag. I 1984 kom en mindre opdatering i form af ændret indsprøjtningssystem (fra mekanisk til elektronisk) og forhøjet kompression (nu 10,4:1 mod 10,0:1), og 928-ejere kunne nu bryste sig af 310 hk. Denne model kan kendes på dobbelte strømfordelere i motorrummet. De sidste modeller i denne serie delte undervogn og bremser med versionen fra 1987, S4, og markerede enden på bilerne med det oprindelige design. S4 medbragte nemlig et facelift, som nogen fandt meget klædeligt, samt dobbelte knastaksler, 32 ventiler, 320 hk og et bjørnemoment på 430 nm. Senere kom en GT version med 330 hk, men både den og S4 blev afløst i sidste halvdel af 1991 med introduktionen af finalen i 928-serien, GTS.

## Svanesangen – den sidste 928
Solgt fra 1992, medbragte 928 GTS bredere bagskærme, større hjul, større bremser og en ny, kraftigere 5.4 liters V8 på 345 hk (350 PS, 257 kW) og 500 nm. Altså mere af det hele, men Porsche var mere diskrete omkring, at der nu også skulle flere penge på bordet – mange flere. Helt præcist 1.749.291 kr. i 1992, op til astronomiske 1.824.062 kr. i 1995. Men til gengæld fik man et teknologisk udstillingsvindue, spækket med elektronik, avanceret motorteknik og komfortudstyr en masse. Der kan i flæng nævnes dæktrykssensorer, kørecomputer, 12-vejs el-justerbare lædersæder og 0-100% variabelt spærredifferentiale PSD (PorscheSperrDifferential). Lige præcis GTS-modellen har holdt en ganske høj brugtpris pga. det lave produktionstal og den generelle gennemførthed, mens de andre modeller i 928-familien har lidt værditab op gennem 90'erne og start-00'erne pga. de høje vedligeholdelsesomkostninger der nu engang følger med en bil i den klasse. Dog er tendensen, at priserne stiger over hele linjen. Tendensen lader til at følge brugtmarkedet for Porsche 911, hvor særlige modeller opnår kultstatus og handles for rekordsummer. Specielt de tidlige modeller, de såkaldte ur(-tid, red.)-modeller fra Serie 1, bygget i første produktionsår 1978 og i særdeleshed pre-serie 1, ganske få biler bygget i 1977, spås til at opnå endog særdeles høje priser verden rundt indenfor få år. Højeste priser opnås af originale europæiske biler med matching numbers motor/gearkasse/karosse og vigtigt for puristen; den sjældne manuelle gearkasse. (Knapt så populære, selv i USA er US-modeller, der lider af restriktioner på output som følge af tidlige amerikanske miljøkrav, samt skærpede sikkerhedskrav med markant placerede ekstra reflekser uden hensyn til design)